# Liste der Kulturdenkmäler in Oberweis
In der Liste der Kulturdenkmäler in Oberweis sind alle Kulturdenkmäler der rheinland-pfälzischen Ortsgemeinde Oberweis aufgeführt. Grundlage ist die Denkmalliste des Landes Rheinland-Pfalz (Stand: 27. Juni 2022).

## Einzeldenkmäler
| Bezeichnung                          | Lage                                     | Baujahr                             | Beschreibung | Bild                           |
| ------------------------------------ | ---------------------------------------- | ----------------------------------- | --- | ------------------------------ |
| Quereinhaus                          | Bachstraße 21 Lage                       | zweite Hälfte des 18. Jahrhunderts  | Quereinhaus, Wohnteil aus der zweiten Hälfte des 18. Jahrhunderts, rückwärtig kleines Fenster, um 1600 | BW                             |
| Hofanlage                            | Bachstraße 24 Lage                       | 1762                                | ehemalige Hofanlage; Wohnteil bezeichnet 1762, ehemaliger Stall bezeichnet 1783, Schuppenanbau mit Schleppdach | BW                             |
| Wegekreuz                            | Bachstraße, vor Nr. 25 Lage              | 1583                                | Nischenkreuz, bezeichnet 1583 | Fotos hochladen                |
| Katholische Pfarrkirche St. Remigius | Brechter Weg 4 Lage                      | 1897/98                             | sandsteingegliederter Putzbau in Formen rheinischer Spätromanik, 1897/98, Architekt Josef Kleesattel, Düsseldorf; teilweise die Ausstattung; östlich der Kirche neugotisches Friedhofskreuz; an der Kirchhofmauer barocke Kapelle, bezeichnet 1733, mit Schaftkreuz, bezeichnet 1724; in der Kirchhofmauer Schaft eines Nischenkreuzes, nach 1500, bezeichnet 1824 (Renovierung oder Wiederaufstellung) | weitere Bilder Fotos hochladen |
| Hofanlage                            | Im Thor 9 Lage                           | 1832                                | Hofanlage; fünfachsiges Wohnhaus, bezeichnet 1832, Ökonomiegebäude ab der zweiten Hälfte des 19. Jahrhunderts | BW                             |
| Wegekreuz                            | Neuerburger Straße, gegenüber Nr. 2 Lage | erstes Drittel des 19. Jahrhunderts | zwei Fragmente eines Schaftkreuzes, erstes Drittel des 19. Jahrhunderts | BW                             |
| Hofanlagen                           | Neuerburger Straße 5, 7/7a Lage          | ab 1838                             | zwei Winkelhöfe; Nr. 5 Wohnhaus aus der Mitte des 19. Jahrhunderts, Wirtschaftsteil und Stalltrakt mit Remise; Nr. 7 Wohnhaus bezeichnet 1838, Stall-Scheunentrakt | BW                             |
| Hofanlage                            | Neuerburger Straße 18/18a Lage           | frühes 19. Jahrhundert              | Hofanlage, frühes 19. Jahrhundert; ehemaliges Flurküchenhaus, bezeichnet 1815, Schuppen, Wirtschaftsflügel, Backhaus, Ställe, Scheune bezeichnet 1807 | Fotos hochladen                |
| Wegekreuz                            | Neuerburger Straße, bei Nr. 27 Lage      | um 1911                             | stelenartiges Gedenkkreuz, um 1911 | weitere Bilder Fotos hochladen |
| Wegekreuz                            | Neuerburger Straße, Ecke Obergasse Lage  | 1797                                | Wegekreuz; Rotsandstein, bezeichnet 1797 | weitere Bilder Fotos hochladen |
| Hofanlage                            | Obergasse 8 Lage                         | 1767                                | Hofanlage; vierachsiges Wohnhaus, bezeichnet 1767, Wirtschaftstrakt jünger, offener Schuppen | BW                             |
| Quereinhaus                          | Untergasse 12 Lage                       | Mitte des 19. Jahrhunderts          | Quereinhaus mit Kniestock, Mitte des 19. Jahrhunderts, im Kern älter, ehemalige Scheune | Fotos hochladen                |
| Hofanlage                            | Untergasse 14 Lage                       | 1807                                | Streckhof; Wohnhaus mit Kniestock, bezeichnet 1807, Wirtschaftsbau bezeichnet 1862 | BW                             |
| Vollmühle                            | Zur Vollmühle 11 Lage                    | ab 1785                             | malerisches Ensemble; Wohnhaus bezeichnet 1864, Aufstockung und Mansardwalmdach 1925; Mühlengebäude bezeichnet 1859 (Umbau), 1898 erweitert; Stall bezeichnet 1785; Remise, teilweise offene Ställe und Schuppen von 1879, Umbauten 1893 | BW                             |
| Wegekreuz                            | östlich des Ortes im Bedhard Lage        | 15. oder 16. Jahrhundert            | achteckiges spätgotisches Nischenkreuz | Fotos hochladen                |
| Altenhofer Galgenkreuz               | südlich des Ortes Lage                   | 1499                                | sehr hohes spätgotisches Nischenkreuz, bezeichnet 1499 | weitere Bilder Fotos hochladen |
| Wegekreuz                            | westlich des Ortes Lage                  | 15. oder 16. Jahrhundert            | spätgotisches Nischenkreuz | BW                             |